# 阿波半田駅
阿波半田駅（あわはんだえき）は、徳島県美馬郡つるぎ町半田字中藪にある、四国旅客鉄道（JR四国）徳島線の駅である。駅番号はB19。標高70.0 m。

## 歴史

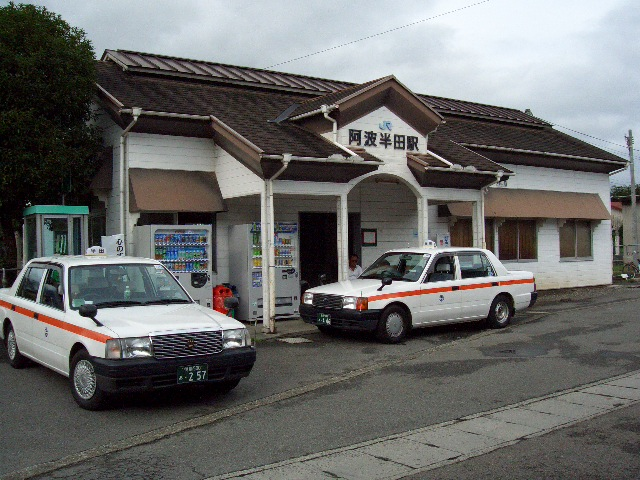
旧駅舎（2006年9月）

- 1914年（大正3年）3月25日：開業[1]。
- 1950年（昭和25年）3月29日：昭和天皇のお召し列車が5分間停車。駅前奉迎が行われた（昭和天皇の戦後巡幸）[3]。
- 1983年（昭和58年）2月1日：直営駅から業務委託駅となり、駅業務を日交観に委託する[4]。
- 1985年（昭和60年）2月1日：業務委託駅から無人駅となる[5][6]。
- 1987年（昭和62年）4月1日：国鉄分割民営化により、JR四国の駅となる[1]。
- 2021年（令和3年）：駅舎が改築され、簡易駅舎となる。

## 駅構造
単式ホーム1面1線を有する地上駅。かつては島式ホーム1面2線を有したが、駅舎側の線路を撤去し今は交換不能駅である。駅舎は阿波池田に向かって左側。こちらも以前あった古い木造駅舎が取り壊されて前述の通り建て替えられ、簡素な待合スペースのみとなっている。
簡易委託駅。乗車券類を駅舎の向かいにある雑貨店で販売している。

## 利用状況
1日平均乗車人員は下記の通り。
| - 174人（1995年度） - 195人（1996年度） - 175人（1997年度） - 170人（1998年度） - 166人（1999年度） - 158人（2000年度） - 145人（2001年度） - 135人（2002年度） - 134人（2003年度） - 116人（2004年度） | - 108人（2005年度） - 102人（2006年度） - 98人（2007年度） - 108人（2008年度） - 124人（2009年度） - 135人（2010年度） - 129人（2011年度） - 122人（2012年度） - 107人（2013年度） - 88人（2014年度） |

## 駅周辺
- つるぎ町立半田病院
- 国道192号
- 徳島県道159号阿波半田停車場線
- 徳島県道126号半田貞光線
- 吉野川

## 隣の駅
四国旅客鉄道（JR四国）
■徳島線
■普通
貞光駅 (B18) - 阿波半田駅 (B19) - 江口駅 (B20)